# WD 1337+705
WD 1337+705 är en ensam stjärna i den södra delen av stjärnbilden Lilla björnen. Den har en skenbar magnitud av ca 12,77 och kräver ett kraftfullt teleskop för att kunna observeras. Baserat på parallax enligt Gaia Data Release 2 på ca 37,7 mas, beräknas den befinna sig på ett avstånd på ca 86,5 ljusår (ca 26,5 parsek) från solen. Den rör sig bort från solen med en heliocentrisk radialhastighet på 26 km/s.

## Egenskaper
WD 1337+705 är en blå till vit dvärgstjärna i huvudserien av spektralklass DA2.4. Den har en massa som är ca 0,59 solmassa och har ca 0,03 gånger solens utstrålning av energi från dess fotosfär vid en effektiv temperatur av ca 21 300 K.
År 1997 upptäckte Jay Holberg et al. magnesium i stjärnans spektrum, vilket tyder på att den har en följeslagare med låg massa eller tar upp en ansamling av omgivande material eftersom stjärnans temperatur inte är tillräckligt hög för dess inneboende emission. Trots detta har inga direkta bevis för en omgivande stoftskiva, som ett överskott av infraröd strålning, kommit fram.